# Дезидерио, Реджинальд Бенджамин
Реджинальд Бенджамин Дезидерио (1 августа 1929 – 10 сентября 1950) – офицер армии США, участник Корейской войны. Награждён посмертно медалью Почёта за свой подвиг 27 ноября 1950 года в ходе битвы у реки Чхончхонган.
Дезидерио вступил в ряды армии в марте 1941 года в г. Джилрой, штат Калифорния. Похоронен на национальном кладбище г.Сан-Франциско, штат Калифорния.

## Награды и почести
|  | Медаль Почёта     |
|  | Серебряная звезда |
|  | Бронзовая звезда  |
|  | Пурпурное сердце  |

В его честь названы:

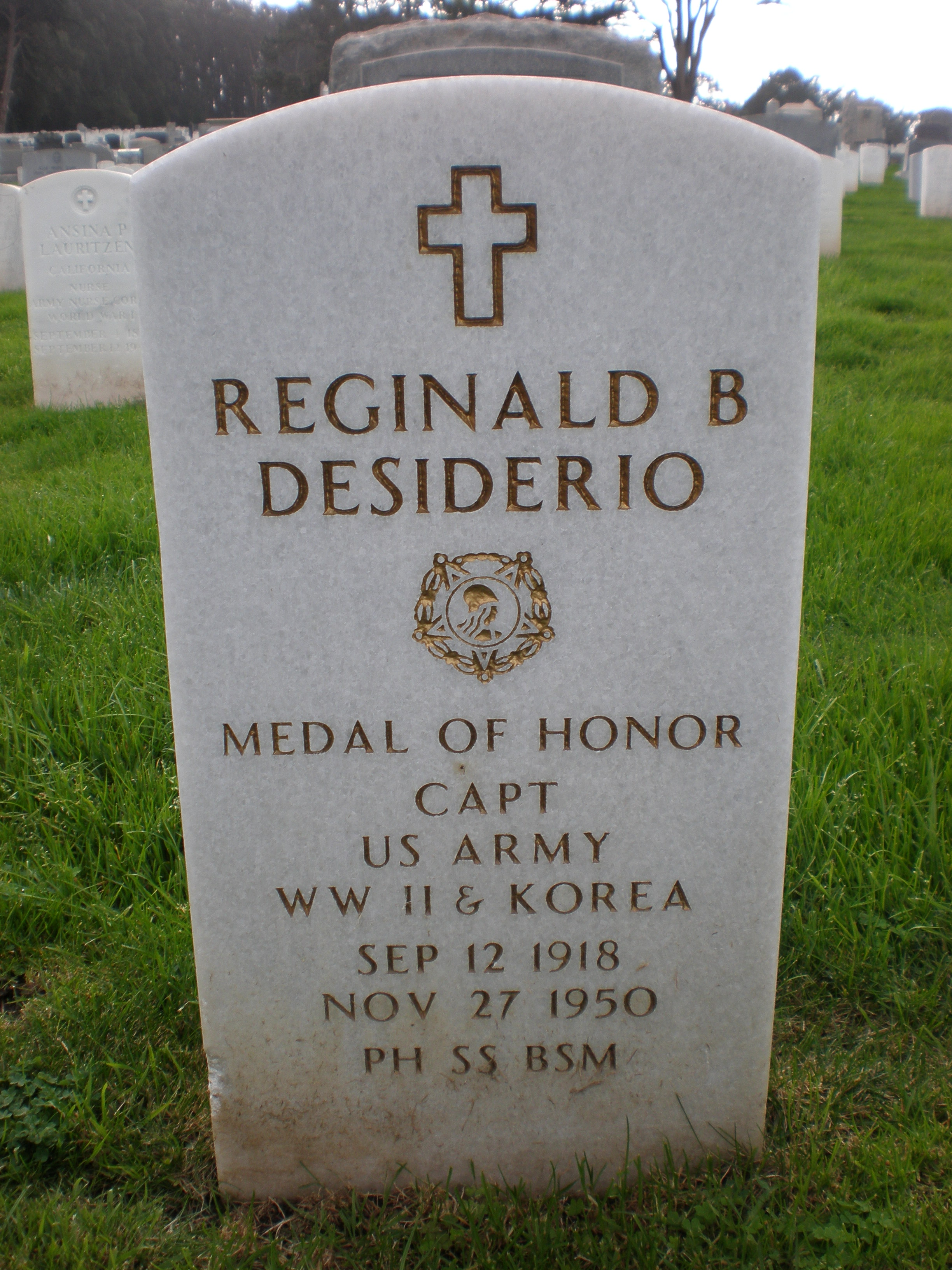
Могила Дезидерио на национальном кладбище г.Сан-Франциско, штат Калифорния

- центр резерва армии в Вестминстер-драйв, г. Пасадина, штат Калифорния.
- аэродром на военной базе USAG Humphreys (ICAO: RKSG)  в Пхёнтхэке, Южная Корея.
- улица близ мемориального парка[3], открытого в его честь в его родном городе Клэртон, штат Пенсильвания.

### Наградная запись
Звание и часть: Капитан армии США, командующий роты Е, 27-го пехотного полка, 25-я пехотная дивизия.
Место и дата: Близ Ипсока, Корея, 27 ноября 1950 года.
Поступил на службу в:  Джилрой, Калифорния. Родился: 12 сентября 1918 года, Клэртон, Пенсильвания  
G.O. No.: 58, 2 августа 1951
Капитан Дезидерио отличился благодаря выдающейся храбрости и отваге, постоянно рискуя жизнью при выполнении и перевыполнении долга службы. Его рота получила задачу защищать командный пункт оперативной группы в ходе вражеского прорыва. Лично проведя разведку под покровом темноты и под плотным вражеским огнём, он разместил своих людей в оборонительном порядке для отражения атаки. В начале боя он получил ранение но отказался от эвакуации и несмотря на вражеский обстрел продолжал перемещаться от человека к человеку, проверяя их позиции и удостоверяясь, что каждый боец готов к отражению следующей атаки. Получив новое ранение, он продолжал командовать людьми. Своим вдохновляющим лидерством он воодушевил людей удерживать свои позиции. В последующем бою, когда фанатично настроенному противнику удалось ворваться на позиции он лично вступил в бой с врагом стреляя из карабина, винтовки и бросая гранаты, нанеся противнику многочисленные потери пока сам не получил смертельное ранение. Его люди, вдохновленные его бесстрашным примером, отразили последнюю атаку. Своим героическим командованием, мужественным и верным служением долгу и полным пренебрежением к личной безопасности капитан Дезидерио заслужил высочайшую славу для себя и поддержал уважаемые традиции армии США.    
Оригинальный текст (англ.)
Rank and organization: Captain, U.S. Army, commanding officer, Company E, 27th Infantry Regiment, 25th Infantry Division
Place and date: Near Ipsok, Korea, November 27, 1950
Entered service at: Gilroy, Calif. Born: September 12, 1918, Clairton, Pa
Citation
Capt. Desiderio distinguished himself by conspicuous gallantry and intrepidity at the repeated risk of his life above and beyond the call of duty. His company was given the mission of defending the command post of a task force against an enemy breakthrough. After personal reconnaissance during darkness and under intense enemy fire, he placed his men in defensive positions to repel an attack. Early in the action he was wounded, but refused evacuation and despite enemy fire continued to move among his men checking their positions and making sure that each element was prepared to receive the next attack. Again wounded, he continued to direct his men. By his inspiring leadership he encouraged them to hold their position. In the subsequent fighting when the fanatical enemy succeeded in penetrating the position, he personally charged them with carbine, rifle, and grenades, inflicting many casualties until he himself was mortally wounded. His men, spurred on by his intrepid example, repelled this final attack. Capt. Desiderio's heroic leadership, courageous and loyal devotion to duty, and his complete disregard for personal safety reflect the highest honor on him and are in keeping with the esteemed traditions of the U.S. Army.— 